# Bortrioxid
Bortrioxid är en kemisk förening av bor och syre med formeln B2O3.

## Egenskaper
Bortrioxid förekommer vanligen i amorf form känd som boroxidglas, men kan kristalliseras genom anlöpning. Kristallin bortrioxid är mycket hårdare (8,2 på Mohs hårdhetsskala) än amorf (3 på Mohs hårdhetsskala).
Bortrioxid kan reduceras av magnesium, kalium eller väte till ren bor.
{\displaystyle {\rm {B_{2}O_{3}+3\ Mg\rightarrow 2\ B+3\ MgO}}}

## Framställning
Bortrioxid framställs genom kondensation av borsyra.
{\displaystyle {\rm {2\ H_{3}BO_{3}\ {\xrightarrow {\Delta }}\ B_{2}O_{3}+3\ H_{2}O\!\!\uparrow }}}

## Användning
Förutom för framställning av ren bor används bortrioxid för tillverkning av borosilikatglas, som flussmedel till glas och emalj och som katalysator i organisk syntes.